# Leïla Jaffel
Pour les articles homonymes, voir Leila.
Leïla Jaffel (arabe : ليلى جفال), née le 29 août 1960 à Radès, est une magistrate et femme politique tunisienne. Elle est ministre des Domaines de l'État et des Affaires foncières dans le gouvernement de Hichem Mechichi de septembre 2020 à février 2021 puis ministre de la Justice depuis octobre 2021 dans le gouvernement dirigé par Najla Bouden, Ahmed Hachani, Kamel Madouri puis Sarra Zaafrani.

## Biographie

### Magistrate
Magistrate de carrière, elle a notamment été première présidente de la cour d'appel de Nabeul, présidente du tribunal de première instance de Grombalia, présidente de la chambre criminelle près du tribunal de première instance de Nabeul et conseillère près la Cour de cassation,.
Avant sa prise de poste en tant que ministre, une affaire impliquant un jugement falsifié à Zaghouan conduit à sa rétrogradation de son poste de magistrate, tandis que son mari, également magistrat, est limogé.

### Carrière politique
Elle est nommée ministre des Domaines de l'État et des Affaires foncières dans le gouvernement de Hichem Mechichi en septembre 2020 ; elle est la première femme à occuper cette fonction.
En octobre 2021, elle est nommée ministre de la Justice dans le gouvernement de Najla Bouden et reconduite dans les gouvernements suivants.

#### Affaire des juges limogés
En 2022, elle prend plusieurs mesures qui intensifie la crise avec des juges révoqués. Elle refuse d'abord de réintégrer ces juges dans leurs fonctions, malgré une décision du Tribunal administratif qui avait suspendu le limogeage de 49 juges sur les 57 initialement révoqués par décret présidentiel en juin.
En plus de cette décision, elle refuse d'engager un dialogue avec les magistrats ou leurs représentants, ce qui contribue à aggraver les tensions entre le ministère et le corps judiciaire. De plus, elle ordonne l'apposition de scellés sur les bureaux des juges révoqués, justifiant cette mesure par le besoin de vérifier les inventaires. Ce geste est perçu par les magistrats comme une humiliation et suscite un profond ressentiment. Enfin, dans un communiqué publié le 14 août, elle rappelle que les juges limogés font toujours l'objet de poursuites pénales, et ce malgré le manque de preuves solides dans certains dossiers.

#### Affaire du complot contre l'État
Le 28 mai 2024, une plainte pénale est déposée contre elle, en tant que ministre de la Justice, pour « détentions arbitraires » de Ghazi Chaouachi, Ridha Belhaj et Jaouhar Ben Mbarek. Cette plainte est présentée par les avocats Mohamed Abbou, Samia Abbou et Ahmed Souab.
La ministre est accusée d'avoir donné des instructions visant à maintenir ces détentions et d'avoir instauré un climat de terreur influençant les juges à prendre des décisions contraires à la loi. Selon Mohamed Abbou, ce climat de pression ne réduit cependant en rien la responsabilité des juges concernés.
Selon l'un des membres du barreau de Tunis, elle détient, en tant que représentante du ministère public, le record du nombre de poursuites engagées contre des opposants.

#### Enquête pour corruption
En juillet 2024, elle fait l'objet d'une perquisition, et les bureaux de son cabinet ainsi que celui de Makram Jelassi, l'un de ses proches conseillers, sont mis sous scellés par la police militaire et la garde nationale,.
Cette opération fait suite à une enquête déclenchée après la fuite, en mai de la même année, d'un parrain de la drogue hors du territoire tunisien. Toutes les traces de son dossier auraient été effacées des systèmes informatiques, compliquant le suivi judiciaire.
L'enquête menée par le renseignement militaire vise également à éclaircir les circonstances de l'évasion de plusieurs individus impliqués dans des affaires de terrorisme depuis la prison de Mornaguia en octobre 2023, dont elle, en tant que ministre de la Justice, avait limogé le directeur,.

#### Décret-loi n°54
Selon Human Rights Watch, elle a déposé des plaintes en vertu du décret-loi n°54 sur la lutte contre la cybercriminalité et la diffamation dans au moins cinq affaires impliquant des activistes politiques de l'opposition.
Selon l'avocate Sonia Dahmani, Leila Jaffel considère que mettre des gens en prison est une réussite politique.

#### Lutte contre les personnes utilisant les réseaux sociaux
Le 26 octobre 2024, en sa qualité de ministre de la Justice, elle ordonne au ministère public d'engager des enquêtes pour lutter contre la diffusion de contenus jugés contraires aux bonnes mœurs sur les réseaux sociaux, notamment TikTok et Instagram.
Dans un communiqué à l'attention du ministère public, elle demande de « prendre les mesures légales nécessaires pour lutter contre les personnes utilisant les réseaux sociaux, notamment Tik-Tok et Instagram, pour diffuser des contenus numériques en nette contradiction avec les bonnes mœurs par l'usage de certaines expressions ou l'apparition dans des poses portant atteinte à la moralité publique et aux valeurs de la société, et qui pourraient influer négativement sur les comportements des jeunes interagissant dans les plateformes électroniques ».
À la suite de cela, le 28, le ministère public du tribunal de première instance de Tunis émet cinq mandats de dépôt à l'encontre de « créateurs de contenu » et de « créatrices sur Instagram » pour des accusations liées à des comportements obscènes, au harcèlement d'autrui sur les réseaux sociaux, ainsi qu'à d'autres infractions d'ordre moral,.